# Shinji Shumeikai
Pour les articles homonymes, voir Shumei.
Shinji Shūmeikai (神慈秀明会), communément abrégé en Shumei, est un nouveau mouvement religieux japonais (Shinshūkyō).

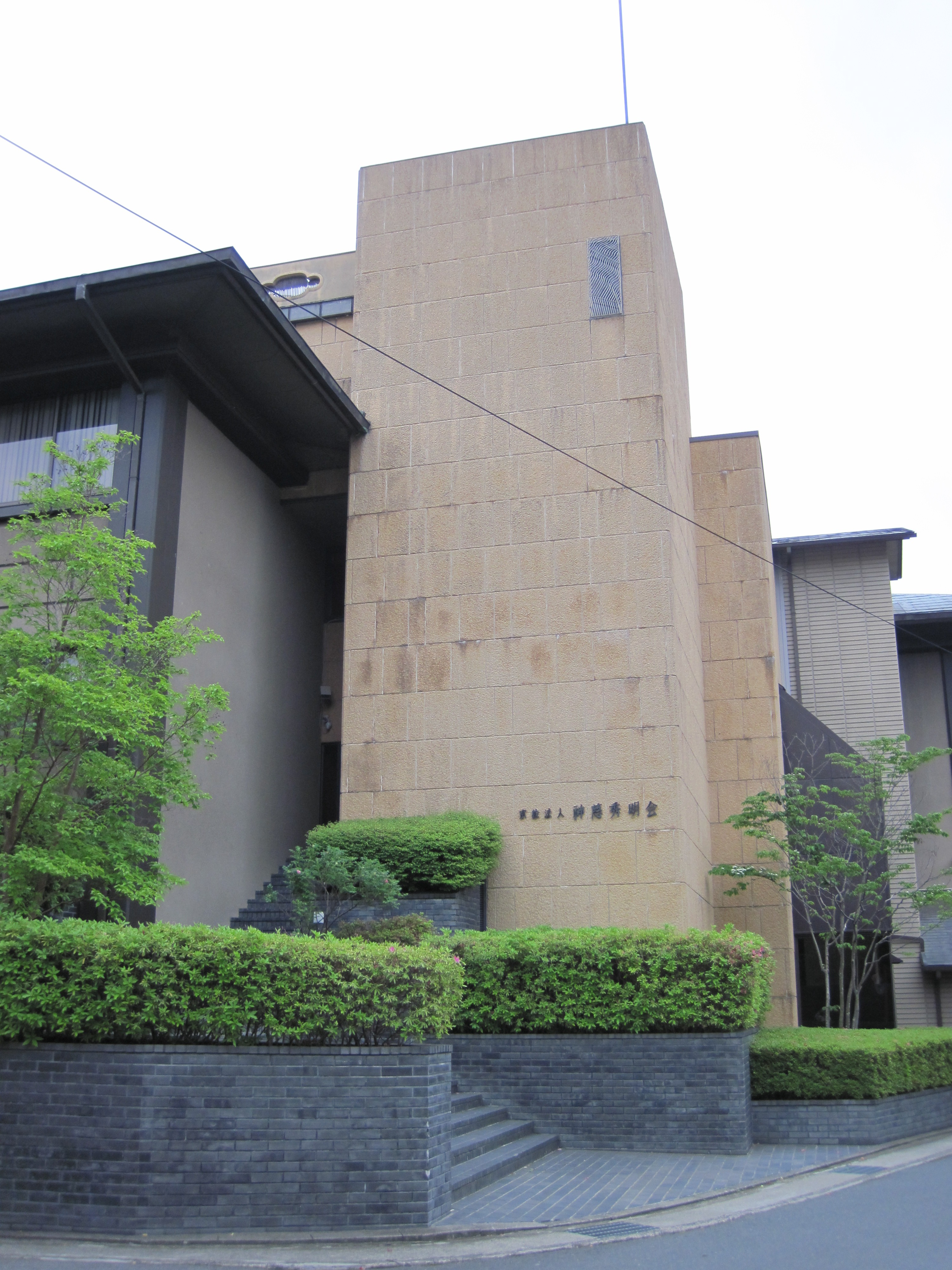
Bâtiment du mouvement.

Fondé par Mihoko Koyama en 1970 sur la base des travaux de Mokichi Okada (en), il comptait plus de 300 000 membres en 1998.
L'organisation est basée à Shigaraki.
Ce Shinshūkyō est notamment connu via le musée Miho.